# El alien y yo
El alien y yo es una película comedia mexicana de 2016 dirigida por Jesús Magaña Vázquez. La película está basada en el cuento corto El alien agropecuario de Carlos Velázquez. La película fue preseleccionada para representar a México en la categoría de Mejor película de habla no inglesa en la 89.ª edición de los Premios Óscar, pero finalmente no fue seleccionada.

## Sinopsis
Lauro, Rita y Agus han formado una banda de punk rock que no tiene mucho éxito. Por este motivo deciden renovar su sonido, y para conseguirlo "fichan" a Pepe, un teclista con gran talento, un chico con síndrome de Down al que llaman "El Alien". Gracias al nuevo teclista son representados por Don Gramófono, que les lleva a la cima del escenario musical. Pero el protagonismo de El Alien despierta los celos de Lauro.

## Reparto
- Juan Ugarte como Agus
- Inés de Tavira como Rita
- Juan Pablo Campa como Lauro
- Paco de la Fuente como Pepe (El Alien)

## Premios y nominaciones
En la LIX edición de los Premios Ariel Paco de la Fuente ganó el premio a la mejor revelación masculina, siendo nominado al mejor guion adaptado. Y en la 46.ª edición de las Diosas de Plata fue nominada a la revelación femenina, la revelación masculina y la mejor canción.